# Proseč pod Ještědem
Proseč pod Ještědem là một làng thuộc huyện Liberec, vùng Liberecký, Cộng hòa Séc.